# Bréauté
Bréauté és un municipi francès situat al departament del Sena Marítim i a la regió de Normandia. L'any 2007 tenia 1.236 habitants.

## Demografia

### Població
El 2007 la població de fet de Bréauté era de 1.236 persones. Hi havia 461 famílies de les quals 91 eren unipersonals (38 homes vivint sols i 53 dones vivint soles), 162 parelles sense fills, 174 parelles amb fills i 34 famílies monoparentals amb fills.
La població ha evolucionat segons el següent gràfic:
Habitants censats

### Habitatges
El 2007 hi havia 526 habitatges, 470 eren l'habitatge principal de la família, 35 eren segones residències i 21 estaven desocupats. 481 eren cases i 18 eren apartaments. Dels 470 habitatges principals, 355 estaven ocupats pels seus propietaris, 111 estaven llogats i ocupats pels llogaters i 5 estaven cedits a títol gratuït; 3 tenien una cambra, 30 en tenien dues, 76 en tenien tres, 151 en tenien quatre i 211 en tenien cinc o més. 361 habitatges disposaven pel capbaix d'una plaça de pàrquing. A 210 habitatges hi havia un automòbil i a 224 n'hi havia dos o més.

### Piràmide de població
La piràmide de població per edats i sexe el 2009 era:
| Homes | Edats   | Dones |
| ----- | ------- | ----- |
| 0     | 95 o +  | 0     |
| 0     | 90 a 94 | 0     |
| 8     | 85 a 89 | 8     |
| 4     | 80 a 84 | 0     |
| 8     | 75 a 79 | 20    |
| 36    | 70 a 74 | 36    |
| 20    | 65 a 69 | 52    |
| 12    | 60 a 64 | 8     |
| 36    | 55 a 59 | 32    |
| 36    | 50 a 54 | 44    |
| 52    | 45 a 49 | 48    |
| 32    | 40 a 44 | 20    |
| 36    | 35 a 39 | 48    |
| 44    | 30 a 34 | 40    |
| 24    | 25 a 29 | 44    |
| 16    | 20 a 24 | 32    |
| 44    | 15 a 19 | 40    |
| 32    | 10 a 14 | 20    |
| 40    | 5 a 9   | 48    |
| 36    | 0 a 4   | 32    |

## Economia
El 2007 la població en edat de treballar era de 774 persones, 540 eren actives i 234 eren inactives. De les 540 persones actives 499 estaven ocupades (272 homes i 227 dones) i 42 estaven aturades (16 homes i 26 dones). De les 234 persones inactives 94 estaven jubilades, 57 estaven estudiant i 83 estaven classificades com a «altres inactius».

### Ingressos
El 2009 a Bréauté hi havia 497 unitats fiscals que integraven 1.341 persones, la mediana anual d'ingressos fiscals per persona era de 17.573 €.

### Activitats econòmiques
Dels 37 establiments que hi havia el 2007, 1 era d'una empresa alimentària, 4 d'empreses de fabricació d'altres productes industrials, 7 d'empreses de construcció, 5 d'empreses de comerç i reparació d'automòbils, 3 d'empreses de transport, 3 d'empreses d'hostatgeria i restauració, 1 d'una empresa financera, 1 d'una empresa immobiliària, 4 d'empreses de serveis, 7 d'entitats de l'administració pública i 1 d'una empresa classificada com a «altres activitats de serveis».
Dels 9 establiments de servei als particulars que hi havia el 2009, 1 era una oficina de correu, 1 taller de reparació d'automòbils i de material agrícola, 1 paleta, 2 fusteries, 1 lampisteria, 1 electricista, 1 perruqueria i 1 restaurant.
Dels 2 establiments comercials que hi havia el 2009, 1 era una botiga de menys de 120 m² i 1 una fleca.
L'any 2000 a Bréauté hi havia 24 explotacions agrícoles que ocupaven un total de 1.540 hectàrees.

## Equipaments sanitaris i escolars
L'únic equipament sanitari que hi havia el 2009 era una farmàcia.
El 2009 hi havia 2 escoles elementals.

## Poblacions més properes
El següent diagrama mostra les poblacions més properes.